# Bascharage
Bascharage (luxemburguès Nidderkäerjeng, alemany Niederkerschen) és una ciutat de la comuna de Käerjeng i antigua comuna del sud-oest de Luxemburg, en el cantó de Capellen.
El 2001, la vila de Bascharage, que és situada al centre de la comuna, tenia 4.550. Altres viles de l'antigua comuna són Hautcharage i Linger.

## Burgmestres de l'antigua comuna
- 1858-1893 J.-Nic. Schumacher
- 1894-1902 Pierre Schütz
- 1903-1917 Jules Hemmer
- 1918-1928 Jean Peschong
- 1929-1946 Théophile Aubart
- 1946-1957 Nicolas Meyers
- 1958-1987 Robert Steichen
- 1988-1990 Marcel Gillen
- 1990-1994 André Siebenbour
- 1994-1999 Jos Thill
- 1999-2007 Jean Christophe
- 2007-2010 Jeannot Halsdorf
- 2010-2011 Michel Wolter